# Булда Степан Костянтинович
Степан Костянтинович Булда (нар. 1912 — пом. 21 листопада 1965) — радянський військовик часів Другої світової війни, кулеметник 1-го стрілецького батальйону 429-го стрілецького полку 52-ї стрілецької дивізії (57-а армія, 3-й Український фронт), рядовий. Герой Радянського Союзу (1944).

## Життєпис
Народився 1912 року в селі Вовчанці Новостародубської волості Олександрійського повіту Херсонської губернії (нині — Петрівський район Кіровоградської області) в селянській родині. Українець. Здобув початкову освіту, працював у колгоспі.
З початком німецько-радянської війни опинився на тимчасово окупованій території. До лав РСЧА призваний Петрівським РВК 17 грудня 1943 року. На фронті — з січня 1944 року. Воював на 2-у і 3-у Українських фронтах.
Особливо відзначився під час визволення Молдови. В ніч з 12 на 13 квітня 1944 року під сильним артилерійським і мінометно-кулеметним вогнем супротивника зі своїм станковим кулеметом одним з перших переправився на правий беріг рчки Дністер в районі села Бичок і закріпився на південно-східній околиці села Гура-Бикулуй. Будучи оточеним звідусіль супротивником, відбив кілька його контратак, знищивши при цьому 24 солдатів і офіцерів ворога.
У серпні — вересні 1945 року брав участь в боях з японськими мілітаристами.
Після закінчення війни демобілізувався. Мешкав у Кривому Розі, працював на шахтах, а в останні роки свого життя — слюсарем Криворізької ДРЕС. Помер 21 листопада 1965 року.

## Нагороди
Указом Президії Верховної Ради СРСР від 13 вересня 1944 року за зразкове виконання бойових завдань командування на фронті боротьби з німецькими загарбниками та виявлені при цьому відвагу і героїзм, рядовому Булді Степану Костянтиновичу присвоєно звання Героя Радянського Союзу з врученням ордена Леніна і медалі «Золота Зірка» (№ 5268).
Також був нагороджений медалями, в тому числі «За відвагу» (29.03.1944).

## Вшанування пам'яті
У місті Кривий Ріг є вулиця Булди.